# Louis de Saint-Pierre (écrivain)
Louis de Saint-Pierre, né le 21 novembre 1885 à Paris et mort le 25 mai 1966 dans la même ville est un militaire français, écrivain et historien de la Normandie.

## Biographie
Louis César Alfred de Grosourdy de Saint-Pierre est né le 21 novembre 1885 à Paris 8e.
Sorti de l'École spéciale militaire de Saint-Cyr, il sert comme officier d'infanterie.
Pendant la Seconde Guerre mondiale, il est, comme son fils Michel de Saint Pierre, résistant dans le réseau Thermopyles des Forces françaises combattantes.

## Publications
- Rollon devant l'histoire (1949), prix Vitet de l’Académie française
- Maréchal Soult. Mémoires : Espagne et Portugal, texte établi et présenté par Louis et Antoinette de Saint-Pierre, Paris, Hachette, 1955, 368 p. ; réédition : Paris, Les Belles Lettres, 2013  (ISBN 978-2-251-31005-3), prix Saintour de l’Académie française
- Correspondance politique et familière avec Louis-Philippe et la famille royale, texte présenté par Louis et Antoinette de Saint-Pierre, Paris, Plon, 1960, 310 p. Prix Broquette-Gonin de l’Académie française
- Montherlant et les généalogistes (1956)
- Montherlant et l'héritage de la Renaissance (1956)
- Le Sang des Malatesta (1956)
- Quelques réflexions sur la noblesse, ses origines et ses privilèges, et sur quelques préjugés

## Distinctions
- Croix de guerre 1914–1918